# Carina-sagen
Carina-sagen kan betegne to forskellige personsager, der gav anledning til generel debat i Danmark i begyndelsen af 2010'erne:
- Sagen om en kontanthjælpsmodtager ("Carina-effekten"), der affødte debat om fattigdom, kontanthjælp og motivation til at arbejde.
- Sagen om teenageren Carina Melchior, der efter en trafikulykke lå i koma. Sagen affødte debat om behandlingsforløb og organdonation.